# یوره فرانکو
یوره فرانکو (اسلوونیایی: Jure Franko؛ زادهٔ ۲۸ مارس ۱۹۶۲) اسکی‌باز آلپاین اسلوونیایی‌تبار اهل یوگسلاوی است.